# Larry Ellison
Lawrence Joseph „Larry“ Ellison (* 17. srpna 1944 New York) je americký podnikatel, spoluzakladatel a předseda představenstva Oracle Corporation, v letech 1977 až 2014 CEO společnosti.
Podle časopisu Forbes jeho majetek k roku 2022 dosahoval částky 100 miliard dolarů, což z něj činilo čtvrtého nejbohatšího člověka na světě. Podle žebříčku agentury Bloomberg byl Ellison v roce 2025 druhým nejbohatším mužem světa po Elonu Muskovi.